# 브릿지 오브 산 루이스 레이
브릿지 오브 산 루이스 레이(The Bridge Of San Luis Rey)는 미국에서 제작된 찰스 브래빈 감독의 1929년 영화이다. 손턴 와일더의 동명의 소설을 바탕으로 제작되었다. 어니스트 토렌스 등이 주연으로 출연하였고 헌트 스트롬버그 등이 제작에 참여하였다.

## 출연

### 주연
- 어니스트 토렌스

### 조연
- 라퀠 토레스
- 헨리 B. 월탈
- 마이클 바비치
- 제인 윈튼
- 밋첼 루이스
- 유지니 베서러
- 툴리 마샬

## 제작진
- 원작자: 쏜톤 와일더
- 미술: 세드릭 기븐스
- 의상: 아드리안